# Леде, Гийом Бетт
Гийом Бетт (фр. Guillaume Bette; ок. 1600 или 1610, Леде (Восточная Фландрия) — 23 июня 1658), 1-й маркиз де Леде — военачальник и государственный деятель Испанских Нидерландов.

## Биография
Сын Жана Бетта (1565—1620), барона де Леде, и Жанны де Берг из дома Глимов. Фамилия Беттов фламандского происхождения, из окрестностей Гента.
Барон Перонны, сеньор Импе, Хофстаде, Эссегема, Экерен-Муйсброка, Холлебеке, Ангро, Отреппе, Круа, Гозетта в Клеро, великий бальи Гента, рыцарь ордена Сантьяго, командор Бьесмы.

### Карьера
О его ранних годах сведений мало, известно что в юности Гийом Бетт поступил на военную службу. 2 февраля 1630 получил почетное звание члена Военного совета Его Католического Величества. Комиссионом от 12 апреля 1632 он был назначен исполняющим обязанности губернатора Маастрихта на время отсутствия Клода де Ланнуа. Барон де Леде героически руководил обороной города, осажденного голландскими войсками. Город пал 22 августа. Причиной поражения были действия испанских генералов, командовавших полевой армией, не сумевшей деблокировать крепость, а заслуги Бетта были признаны королем, грамотой от 3 августа 1633 возведшим баронию Леде в ранг маркизата.
5 ноября 1635 маркиз де Леде был назначен губернатором Лимбурга и области за Маасом, отвоеванными у голландцев. В 1636 году завоевал графство Валкенбург. 24 декабря 1637 также стал временным командующим войсками в районе между Рейном и Маасом. 5 января 1640 переведен на должности губернатора и генерал-капитана Гелдерна и графства Зютфен, 30 января 1643 сменен в должности временного командующего Жаком де Эно. На посту губернатора Гелдерна оставался до 1646 года.
В 1640 году был генералом артиллерии, а в 1648—1649 генералом пехоты в Испанских Нидерландах. После отправки с поста губернатора Гелдерна стал адмиралом моря Испанских Нидерландов и сюринтендантом портов Западной Фландрии. В 1646 году был назначен губернатором Дюнкерка, но в том же году город был взят принцем Конде. В 1652 году испанцы отвоевали крепость, и 16 сентября маркиз де Леде стал последним испанским губернатором Дюнкерка.
В 1655 году по поручению короля ездил в Англию, чтобы попытаться убедить Кромвеля прекратить войну. Миссия была безуспешной.
Жан де Бетт умер от ран, полученных 14 июня 1658 в битве на Дюнах.

### Память
По завещанию, составленному 15 июня 1657 года, Гийом Бетт пожертвовал церкви Святого Мартина в Леде крупную сумму денег, которую использовали для установки в 1661 году главного алтаря в стиле барокко.
В Леде действует фольклорная группа гигантов, с 1950 года использующая для парадов гигантов 4-метровую куклу Гийома Бетта. С 1952 года на фольклорных фестивалях в Бельгии и за границей его сопровождает такая же кукла супруги, Анны-Марии ван Хорн, на которой куклу Бетта торжественно «поженили».
В районе Виттевроувенвельд в Маастрихте в честь маркиза де Леде названа улица Ледестрат.

## Семья
Жена (24.01.1633): Анна Мария Франциска ван Хорн (ум. 1655), канонисса в Монсе, дочь Герарда ван Хорна, графа де Босиньи, и Онорины ван Виттем
Дети:
- Амбруаз Огюстен Франсуа Бетт (1637—8.12.1677), 2-й маркиз де Леде, рыцарь ордена Сантьяго, камергер штатгальтера Нидерландов Хуана Австрийского. Жена (23.10.1671): Доротея Брижит де Крой (ум. 27.01.1706), дама ордена Звездного креста, обер-гофмейстерина курфюрстины Кельнской, дочь Филиппа-Эммануэля де Кроя, графа де Сольр, и Изабели-Клер де Ганд-Вилен
- Онорин Мари (ум. 1716), канонисса в Монсе в 1646
- Франсуа Герольф
- Франсуа Поль Иньяс (ум. 1683)
- Эжен Эрнест (ум. 1692), аббат-коммендатарий в Безансоне, прево церкви Сен-Пьер в Касселе в 1675—1680

Внуком Гийома Бетта был известный генерал Жан-Франсуа Бетт, 3-й маркиз де Леде